# Municipio de Kent (Indiana)
El municipio de Kent (en inglés, Kent Township) es un municipio del condado de Warren, Indiana, Estados Unidos. Tiene una población estimada, a mediados de 2023, de 436 habitantes.

## Geografía
Está ubicado en las coordenadas 40°11′53″N 87°28′40″O / 40.19806, -87.47778. Según la Oficina del Censo, tiene una superficie total de 36.6 km², de los cuales 36.3 km² corresponden a tierra firme y 0.3 km² están cubiertos de agua.

## Demografía
Según el censo de 2020, en ese momento había 452 personas residiendo en la zona. La densidad de población era de 12 hab./km². El 95.80 % de los habitantes eran blancos, el 0.44 % eran asiáticos, el 0.88 % eran de otras razas y el 2.88 % eran de una mezcla de razas. Del total de la población, el 1.77 % eran hispanos o latinos de cualquier raza.